# Авдеев, Даниил Варфоломеевич
Дании́л Варфоломе́евич Авде́ев (21 декабря 1917 — 15 ноября 1944) — советский офицер, участник итальянского движения Сопротивления в 1944 году. Кавалер высшей награды Италии за подвиг на поле боя — золотой медали «За воинскую доблесть» (9 мая 1994, посмертно).

## Биография
Родился 21 декабря 1917 года в деревне Новиково Костромской губернии (ныне Костромской области; по другим данным — Вологодской области) в крестьянской семье. Русский. Окончил среднюю школу.
В 1936 году был призван в РККА. Член ВЛКСМ.
7 января 1941 года лейтенант Д. В. Авдеев был направлен в Западный особый военный округ, на строительство оборонительных сооружений (старшим техником 15-го участка строительства оборонительных работ № 73).
По советским данным, после начала Великой Отечественной войны, с 1941 года считался пропавшим без вести.
По итальянским данным, «капитан советской конницы» Д. В. Авдеев в 1942 году попал в плен и был направлен в немецкий концлагерь сначала на остров Эльба, а затем в северную Францию. В лагере познакомился с двумя другими советскими военнопленными Александром Копылковым и Антоном Мельничуком.

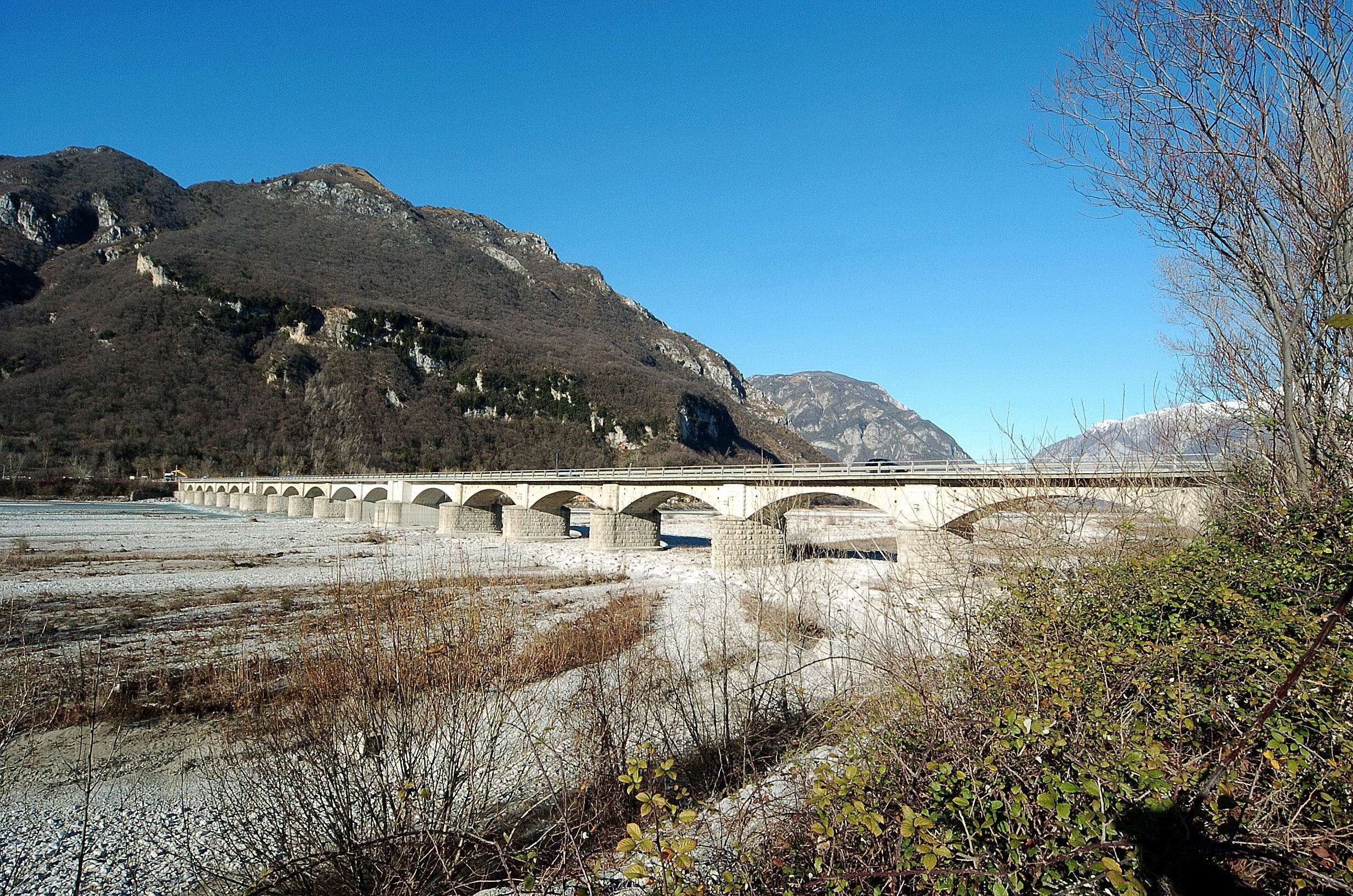
Мост в Braulins (Тразагис).

В разное время трое друзей бежали из лагеря и встретились на территории нейтральной Швейцарии. Спустя несколько недель Даниил с товарищами решили присоединиться к итальянским партизанам. Для этого они проделали пешком тяжелейший путь, который длился больше месяца. Наконец, 24 мая 1944 года они прибыли во Фриули, где присоединились к батальону «Маттеотти» (итал. «Matteotti») Гарибальдийской бригады «Тальяменто», который действовал в горах в районе озера Каваццо. Втроём они принимали участие во всех ключевых партизанских операциях, включая диверсии на железных дорогах, подрыв моста в итал. Braulins (Тразагис) и нападение на склад боеприпасов в Озоппо.
Батальон «Маттеотти» постоянно пополнялся новыми людьми, среди которых было много бывших советских военнопленных. Из этих людей в составе Гарибальдийской бригады «Тальяменто» был сформирован батальон имени Сталина. Командиром батальона стал Даниил Авдеев (заместитель командира — Н. Данилевский), получивший прозвище «Команданте Даниеле» (итал. «Comandante Daniel»). Первоначально, батальон «Сталин» действовал совместно с батальоном «Маттеотти» в районе между Каваццо и Амаро.

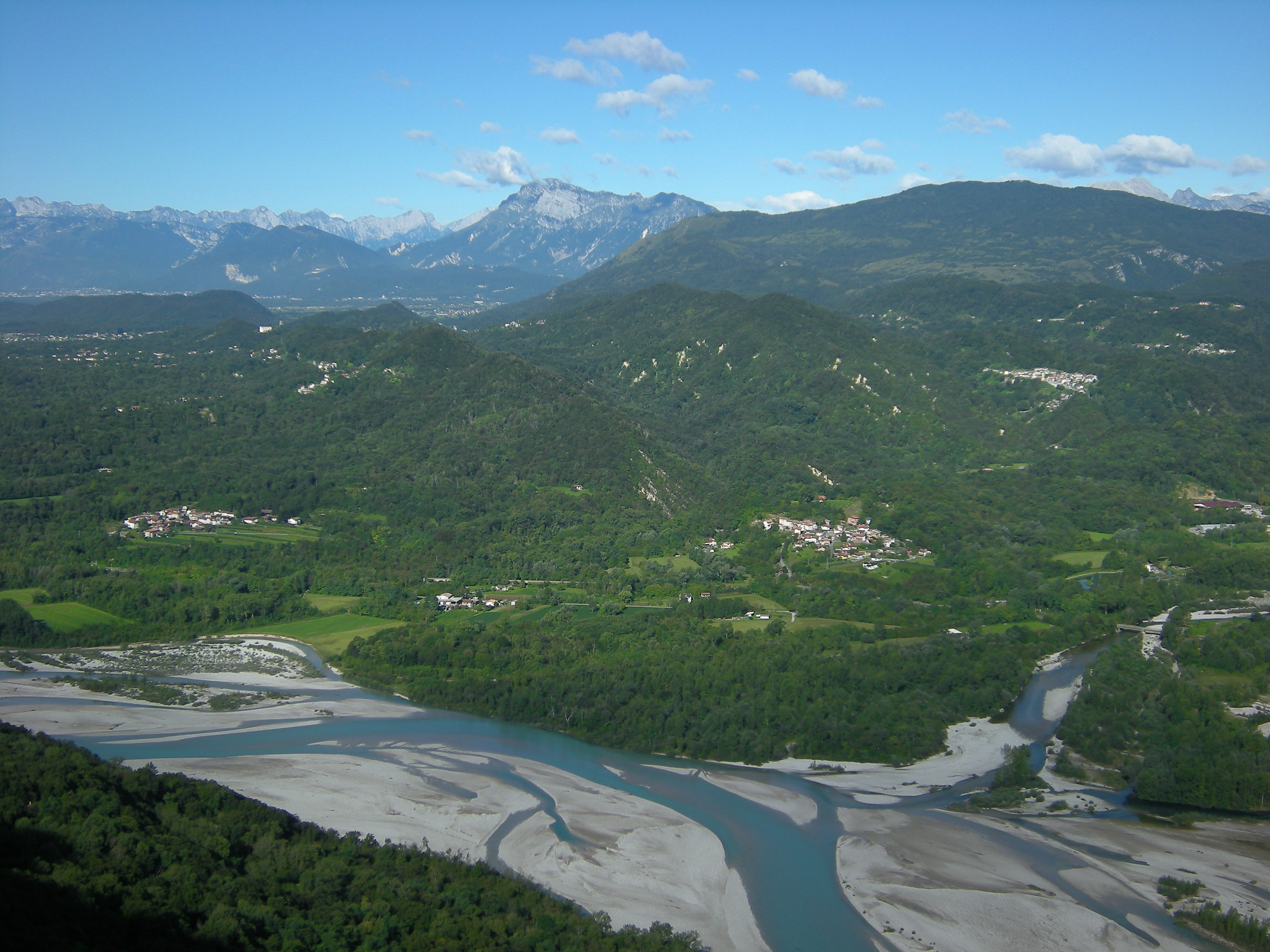
Устье реки Арзино

Однако в октябре, с началом широкомасштабного наступления немецких войск, которое могло привести к полному разгрому партизан и установлению контроля над этой местностью частями казаков-коллаборационистов, батальону пришлось отступить в долину Арзино. Партизанам из батальона «Сталин» удалось продержаться в течение нескольких дней, сдерживая продвижение сил противника вглубь территории. 11 ноября 1944 года бригада Даниила устроила засаду на дороге, по которой двигалась немецкая колонна. Операция завершилась успехом, колонна была уничтожена. Однако в этом бою комбат Даниил Авдеев погиб (общие потери партизан составили 3 человека — помимо Авдеева, один русский и один поляк).
Спустя три дня его тело было найдено и Д. В. Авдеев был похоронен рядом с кладбищем в Клауцетто: «у наружной стены коммунального кладбища». Двое его товарищей по борьбе, русский партизан по прозвищу Силос и фриулианец Том (настоящее имя: Леонардо Пикко, итал. Leonardo Picco, командующий партизанской группировкой «Группа бригад Юг» итал. «Gruppo Brigate Sud») произнесли прощальную речь, а бойцы Александр Копылков и Антон Мельничук произвели прощальный салют.

## Память
Похоронен на кладбище в местечке Клауцетто недалеко от города Порденоне.
9 мая 1994 года (по другим данным — в июле 1986 года) Д. В. Авдеев был посмертно награждён высшей наградой Италии за подвиг на поле боя — золотой медалью «За воинскую доблесть». Его самоотоверженный подвиг олицетворяет всех тех свободных людей со всей Европы, кто вёл освободительную борьбу во Фриули и внёс значительный вклад в поражение нацизма и освобождение Италии. Награда была вручена внучке «Команданте Даниеле».

## Семья
У Д. В. Авдеева остались родственники, среди которых его родная сестра Анна. По состоянию на 1990-е годы, она проживала в тяжёлых материальных условиях. В знак памяти жителей Фриули о «Команданте Даниеле», муниципалитеты нескольких городов, где наиболее активно действовал батальон «Сталин», организовали совместный благотворительный фонд для семьи Даниила Авдеева.

## Награды
- Золотая медаль «За воинскую доблесть» (9 мая 1994, посмертно)

## Комментарии
1. ↑  В регионе Фриули действовали два батальона имени Сталина. Первый сражался совместно с батальоном «Маттеотти», который позднее был переформирован в бригаду «Гуидо Пичелли». Второй был образован 13 сентября 1944 года из казаков, бежавших из немецких формирований Казачьего стана, вступивших в 157-ю Гарибальдийскую бригаду «Гвидо Пичелли». В октябре этот батальон перешёл в состав 9-го Словенского корпуса НОАЮ[10].